# Nikołaj Strunnikow
Nikołaj Wasiljewicz Strunnikow (ros. Николай Васильевич Струнников; ur. 16 grudnia 1886 w Skniatinie – zm. 12 stycznia 1940 w Moskwie) – rosyjski łyżwiarz szybki, dwukrotny mistrz świata i Europy.

## Kariera
Pierwszy sukces w karierze Nikołaj Strunnikow osiągnął w lutym 1910 roku, kiedy zwyciężył podczas mistrzostw Europy w Wyborgu. Wygrał tam tylko jeden bieg, na 5000 m, jednak w trzech pozostałych był drugi, co wystarczyło do zwycięstwa. Miesiąc później był najlepszy na wielobojowych mistrzostwach świata w Helsinkach, wyprzedzając dwóch Norwegów: Oscara Mathisena i Martina Sætherhauga. Mathisen wygrał dwa biegi, a Strunnikow jeden, jednak to Rosjanin zwyciężył w wieloboju, stając na podium każdego z biegów, podczas gdy Norweg był szósty na 10 000 m. Wyniki te powtórzył w 1911 roku. Tym razem jednak, zarówno na mistrzostwach Europy w Hamar, jak i na mistrzostwach świata w Trondheim zwyciężał we wszystkich biegach. Na obu tych imprezach nie startował jego największy rywal, Oscar Mathisen.
W latach 1908-1910 zdobywał mistrzostwo Rosji, a w latach 1906-1907 zajmował drugie miejsce.
W 1911 roku w Kristianii ustanowił rekord świata na dystansie 5000 m.